# Evan Lysacek
Evan Frank Lysacek (Chicago, 4 giugno 1985) è un ex pattinatore artistico su ghiaccio statunitense.

## Biografia
Nel 2010 ha rappresentato gli Stati Uniti d'America ai Giochi olimpici di Vancouver. Ha gareggiato nella gara di pattinaggio di figura maschile vincendo la medaglia d'oro superando per 1,31 punti il campione olimpico in carica Evgenij Pljuščenko.
Ha partecipato al talent show statunitense Dancing with the Stars, arrivando tra i finalisti.

## Palmarès
GP: Grand Prix; JGP: Junior Grand Prix
| Internazionali | Internazionali | Internazionali | Internazionali | Internazionali | Internazionali | Internazionali | Internazionali | Internazionali | Internazionali | Internazionali | Internazionali | Internazionali |
| Evento | 98–99          | 99–00          | 00–01          | 01–02          | 02–03          | 03–04          | 04–05          | 05–06          | 06–07          | 07–08          | 08–09          | 09–10          |
| --- | -------------- | -------------- | -------------- | -------------- | -------------- | -------------- | -------------- | -------------- | -------------- | -------------- | -------------- | -------------- |
| Giochi olimpici invernali |                |                |                |                |                |                |                | 4°             |                |                |                | 1°             |
| Campionati mondiali |                |                |                |                |                |                | 3°             | 3°             | 5°             |                | 1°             |                |
| Campionati dei Quattro continenti |                |                |                |                | 10°            | 3°             | 1°             |                | 1°             | 3°             | 2°             |                |
| GP Finale |                |                |                |                |                |                |                |                | R              | 3°             |                | 1°             |
| GP Cup of China |                |                |                |                |                |                |                |                | 1°             | 2°             |                | 2°             |
| GP Cup of Russia |                |                |                |                |                |                | 5°             |                |                |                |                |                |
| GP NHK Trophy |                |                |                |                |                |                |                | 2°             |                |                |                |                |
| GP Skate America |                |                |                |                |                |                | 5°             | 2°             | 2°             | 2°             | 3°             | 1°             |
| GP Skate Canada |                |                |                |                |                |                |                |                |                |                | 3°             |                |
| Internazionali: Junior |                |                |                |                |                |                |                |                |                |                |                |                |
| Campionati mondiali |                |                | 2°             |                | 2°             | 2°             |                |                |                |                |                |                |
| JGP Finale |                |                | 8°             |                | 5°             | 1°             |                |                |                |                |                |                |
| JGP Canada |                | 7°             |                |                | 2°             |                |                |                |                |                |                |                |
| JGP Croazia |                |                |                |                |                | 1°             |                |                |                |                |                |                |
| JGP Francia |                |                |                |                | 2°             |                |                |                |                |                |                |                |
| JGP Germania |                |                | 2°             |                |                |                |                |                |                |                |                |                |
| JGP Giappone |                |                |                |                |                | 1°             |                |                |                |                |                |                |
| JGP Norvegia |                |                | 2°             |                |                |                |                |                |                |                |                |                |
| JGP Svezia |                | 1°             |                |                |                |                |                |                |                |                |                |                |
| Gardena Spring Trophy |                | 2° J           |                |                |                |                |                |                |                |                |                |                |
| Triglav Trophy |                |                |                | 1° J           |                |                |                |                |                |                |                |                |
| Nazionali |                |                |                |                |                |                |                |                |                |                |                |                |
| Campionato statunitense | 1° N           | 1° J           | 12°            | 12°            | 7°             | 5°             | 3°             | 2°             | 1°             | 1°             | 3°             | 2°             |
| Eventi a squadre |                |                |                |                |                |                |                |                |                |                |                |                |
| Japan Open |                |                |                |                |                |                |                |                |                | 3° S 1° P      |                |                |
| World Team Trophy |                |                |                |                |                |                |                |                |                |                | 1° S 1° P      |                |
| Categoria: N = Novice; J = Junior. R = Ritirato S = Risultato della squadra; P = Risultato personale. Medaglie assegnate solo per il risultato della squadra. |                |                |                |                |                |                |                |                |                |                |                |                |